# جبل زين العابدين
يقع جبل زين العابدين إلى الغرب من جبل كفراع شمال مدينة حماة في سوريا بحوالي 5 كم، مقابل بلدة قمحانة من الجهة الشرقية. يبلغ ارتفاعه 620 م، يقع في المرتبة 31 ضمن قائمة أعلى جبال حماة وفي المرتبة 544 ضمن أعلى جبال سوريا.
يوجد في أعلى الجبل مقام ينسب إلى زين العابدين علي بن عبد الله الحراكي المُتصل نسبه إلى الحُسين بن علي بن أبي طالب، ويطلق على جبل زين العابدين وجبل معرين لقب قرون حماة. ويُشار إلى أن كثيرًا مِن الناس وَقَعِ في لَبسِ مَقامِ زين العابدين بن علي بن أبي طالب.

## قرون حماة في المصادر التاريخية والجغرافية الإسلامية
ذاع صيت جبل زين العابدين مع جبل كفراع في العديد من المصادر التَّاريخية تحت مسمى «قَرْنَيْ حَمَاة» أو «قُرُوْنُ حَمَاة»، وقيل بل جبل زين العابدين مع جبل الأربعين (معريِّن)، والصَّواب: أنها جميعاً من قُرون حماة، ذلك أن شكل هذه الجبال المتقاربة يبدو من بعيد للقادم أو الخارج من حماة على شكل قرنين، سواءٌ كان النَّاظر في الطَّريق باتِّجاه حلب، أو باتِّجاه دمشق.
قال شهاب الدِّين ياقوت الحمويّ (ت 623 هـ) بمعرض ذكره لحماة في كتابه «معجم البلدان»: "قُرُوُنُ حَمَاةَ: قُلَّتَانِ  مُتَقَابِلَتَانِ، جَبَلٌ يُشْرِفُ عَلَيْهَا وَنَهْرُهَا العَاصِي".
ذكرهما أيضاً أحمد بن يحيى بن فضل الله العمريُّ العدويُّ (ت 749 هـ) في كتابه «مسالك الأبصار في ممالك الأمصار» فقال: "حَمَاةُ مَدِيْنَةٌ قَدِيْمَةٌ وَهِيَ فِي وَهْدَةٍ  حَمْرَاءَ مُمْتَدَّةٌ عَلَيْهَا نَشْزَانِ  عَالِيَانْ مُطِلَّانِ عَلَيْهَا، يُسَمَّيَانِ قُرُوْنَ حَمَاة، ذَكَرَهَا امْرُؤُ القَيْسِ، هِيَ وَسَيْزَرْ  فِي شِعْرِهِ لَمَّا مَرَّ بِهِمَا فِي طَرِيْقِهِ إِلَى قَيْصَر".
وقد عقَّب قاضي القضاة ابن الشُّحنة الحلبي (ت 890 هـ) في كتابه «الدُرُّ المُنْتَخَب فِي تَارِيْخِ مَمْلَكَةِ حَلَبْ» على كلام ابن فضل الله العمريُّ في معرض وصفه وذِكره لمدينة حماة، وصحَّح كلامه في الجِهة والوصف والمكان، فقال ما نصُّه: «قَالَ ابْنُ فَضْلِ الله: حَمَاةُ مَدِيْنَةٌ قَدِيْمَةٌ، وَهِيَ فِي وَهْدَةٍ مِنَ الأَرْضِ حَمْرَاءَ مُمْتَدَّة. قُلْتُ: لَيْسَتْ مُمْتَدَّةً بَل هِيَ إِلَى الاسْتِدَارَةِ أَقْرَبُ. ثُمَّ قَالَ: وَعَلَيْهَا نَشْزَانِ عَالِيَانِ يُسَمَّيَانِ قُرُوْنَ حَمَاة. قُلْتُ: وَلَيْسَ هُنَّ عَلَيْهَا بَل بَعِيْدٌ عَنْهَا وَإِنَمَا سُمُّوْا بِذَلِكَ لِأَنَّ قَاصِدَهَا مِنْ جِهَةِ القِبْلَة ومن جهة الشمال يراهن من بعيد، فيستدل بذلك على القرب منها. قَالَ: وَلَيْسَ بَعْدَ دِمَشْقَ فِي الشَّامِ لَهَا شَبِيْهٌ وَلَا يُدَانِيْهَا فِي لُطْفِ ذَاتِهَا مِنْ مُحَاوَرَتِهَا قَرِيْبٌ وَلَا بَعِيْد».
ورد ذكر قرون حماة أيضاً في «دائرة المعارف» لبطرس البستاني (ت 1883م) في معرض ذكره لمدينة حماة، وتوصيفه لها، فقال ما نصه (8): «وَهِيَ – أَيْ حَمَاةُ – بين قُلَّتَيْنِ مُتَقَابِلَتَيْنِ مِنْ جَبَلِهَا يُقَالُ لَهُمَا قُرُوْنُ حَمَاةَ».
وقد زاد المؤرِّخ الحمويُّ العلَّامة أحمد الصَّابوني القاوقجي (ت 1331هـ) صاحب كتاب «تاريخ حماة» في التوصيف فنسب جبل الأربعين (معرين) قبلي حماة، وجبل زين العابدين شمالي حماة، إلى قرونها فقال (9):
««قُرُوْنُ حَمَاةَ» هُمَا جَبَلَانِ مُتَقَابِلَانِ، أَحَدُهُمَا مِنْ جِهَةِ القِبْلَةِ يُسَمَّى جَبَلُ الأَرْبَعِيْن، وَالثَّانِي جَبَلٌ فِي شَمَالِيِّ حَمَاةَ يُسَمَّى الآَنَ زَيْنُ العَابِدِيْن، وَبِجَانِبِهِ جَبَلٌ صَغِيْرٌ يُسَمَّى كفَرَّاع».
أورد العلَّامة المؤرخ أحمد وصفي زكريا (ت 1383هـ) ذكر قرون حماة بصورةٍ أكثر تفصيلاً في «عشائر الشَّام» فقال (10): «و «قُرُوْنُ حَمَاةَ» جَبَلَانِ مُتَقَارِبَانِ مِنَ الحَجَرِ الحِريِ الأَسْوَدِ، يَبْعُدَانِ عَنْ حَمَاةَ إِلَى الشَّمَالِ نَحْوَ عَشْرَةِ كِيْلُوْ مِتْر، يُدْعَى الكَبِيْرُ مِنْهُمَا زَيْنُ العَابِدِيْنَ (631 م) وَالصَّغِيْرُ كِفَرَّاع (645 م) وَفِي شَرْقِيْ الأَوَّلْ: ضَيْعَةُ الهَاشِمِيَّةِ وَفِي شَمَالِيِّ الثَّانِي: ضَيْعَةُ كِفَرَّاع، وَفَوْقَ الأَوَّل جَامِعٌ مَهْجُوْرٌ ذُوْ قِبَّتَيْنِ بَيْضَاوَتَيْنِ مِن آَثَارِ المَلِكِ الأَشْرَفِ قَايتْبَاي فِي سَنَةِ (883 هـ) وَفِي الجَّامِعِ مَقَامٌ يُسَمَّى مَقَامُ زَيْن العَابِدِيْنَ (؟)»

إن ما أوردته المصادر والمراجع التَّاريخية والجغرافية، يؤكِّد أنَّ التِّلال الجبليَّة المُحيطة بحماة عرفت باسم «قرون حماة» حتَّى أواخر القرن التَّاسع عشر وبداية القرن العشرين، ثم بدأت التسميات المحلية تطغى على تلال وجبال هذه المنطقة. وهذا ما يلاحظ عند ذكر معاركِ ومصافِّ قرون حماة عند مؤرخي الفترات الإسلامية، لتشكِّل «قرون حماة» في معانيها الرمزية والمادية، مراكز دفاعية تتحطم على صخرتها أحلام القرامطة ويقتل داعيتهم الحسين بن زكرويه الداعية الإسماعيلي القرمطي والذي تسمى بأحمد ولقب بصاحب الخال أو صاحب الشامة (11).
هناك في قرون حماة بطش خلفاء بنو العباس بقيادة البطل محمَّد بن سُليمان الأنباريُّ بطشتهم الكبرى بالباطنية القرمطية وسيق المئات منهم إلى بغداد أسرى سنة (291 هـ/903 م).
وإلى هناك وبالقرب من هذه القرون أرسل الخليفة المستكفي العباسي جيشاً عظيماً التقى بالقرامطة ولاحقهم حتى قرية التمانعة (12) شمالي قرون حماة، فقتلوا منهم أعداداً كبيرة، وأسروا القرمطيَّ أبا شامة وحاشيته وساقوهم إلى بغداد، وأعدموهم فيها، وبالقرب من «قرون حماة» طويت صفحة دامية من صفحات التاريخ الأسود للقرامطة في بلاد الشام.
أما معركة قرون حماة في (19 رمضان 570 هـ - 13 نيسان 1175 م) فقد كانت نقطة فاصلة مهَّدت لقيام الدَّولة الأيُّوبية، وتوحيد الجبهة الإسلامية، فبعد وفاة الملك الشهيد نور الدين زنكي (ت 569 هـ)، تاقت نفس الإمام المجاهد والملك الناصر صلاح الدين الأيوبي إلى جمع المسلمين على كلمة واحدة، فالتقى مع جيش الصالح إسماعيل زنكي هناك، وعند «قرون حماة» تراءى الجيشان وطمع جيش الموصل وحلب في صلاح الدين ومن معه، وحاول صلاح الدين مداراتهم لخطورة موقفه ولكنهم أصروا على القتال، وفي يوم (19 رمضان سنة 570 هـ) اشتعل القتال بين الطَّرفين غير المتكافئين، وصبر صلاح الدِّين ومن معه في القتال صبراً بليغاً، وقاوم بكتيبته الصَّغيرة جيشاً يقدَّر بالآلاف، حتَّى جاء الفرجُ بوصول الإمدادات لصلاح الدين بقيادة ابن أخيه تقي الدين عمر الذي تملَّك حماة بعدها وكان أول ملوكها من الأيوبيين ة، وكان لقدوم هذه الإمدادات مفعول السِّحر، وعند «قرون حماة» وقعت الهزيمة السَّاحقة مرة أخرى على جيش الأطماع والمصالح.
لقد ألهمت معركة قرون حماة التي خاضها السلطان الناصر صلاح الدين الأيوبي من أجل توحيد الأمَّة في بلاد الشام ومصر الكثير من الشعراء بقصائد رائعة، كان منها فريدة الدهر ويتمة العصر التي ألقاها العماد محمد بن صفي الدين الأصفهاني (ت 597 هـ) مشيراً إلى «قرون حماة» قائلاً (13):
تهب الألوف ولاتهـاب ألـوفهم *** هان العـدوّ عليك والدينـار
لما جرى العاصي هنالك طـائعـا *** بدمائهم فخرت بـه الأنـهـار
وتحطمت عند القرون قرونهم *** بل كلَّت الأنياب والأظفـار
وقد تصبح «قرون حماة» علامة فارقة إذا ما علمنا أن التَّشريفات والخلعات والتَّمليك والتَّفويض بالسَّلطنة وجِّهت من الخليفة المستضئ بأمر الله العبَّاسي على السُّلطان ناصر الملَّة والدِّين صلاح الدِّين الأيوبي في قرون حماة، وبذلك تمَّ الرَّسم للملك النَّاصر بالسَّلطنة في بلاد الشَّام ومصر والحجاز، لتصبح الدَّولة الأيُّوبية جاهزة لخوض معركة مصير الأمَّة، في مواجهة أعتى هجمة تعرَّضت لها في تاريخها، معركة الداخل ضد الفئات والطوائف الباطنيَّة التي تكيد للإسلام وتتآمر عليه، ومعركة الخارج مع الدول الصليبية المتحالفة التي تستهدف استئصال شأفة المسلمين بحروبها الصليبية المدمرة.
وفي سفوح هذه القرون، تحطمت أيضاً أحلام الحرافشة الروافض أمراء بعلبك وحلفائهم من القبائل، وقتل محمد الخرفان أمير الموالي هناك، وانتصر والي حماة أحمد بك، ودارت الدائرة مرة أخرى على الرافضة ومن يلوذ بهم. وغير ذلك من المصافِّ والمعارك الشهيرة.
إن هذه الحوادث التاريخية المغرقة في الرمزية، والتي حدثت على سفوح قرون حماة، تدلِّل بشكل لا يقبل التَّأويل على الأهمية الاستراتيجية التي تتمتَّع بها قرون حماة وجبالها العظيمة، التي تحطمت على صخورها وجنباتها قوى الظلم والطغيان، وكانت للوقعات والمعارك التي جرت على سفوحها الأثر البالغ على بلاد الشام بأسرها، فالمتحكم بها مسيطر على قلبها ولله در الوزير عبد الرحيم بن علي بن السعيد اللخمي (ت 596 هـ)، المعروف بالقاضي الفاضل قاضي ووزير صلاح الدين حين قال عقب معركة «قرون حماة» مخاطباً صلاح الدين:
هَذي قُرونُ حماةٍ جِئتَ تَأخُذُها *** وَإِنَّ إِمساكَها يُفضي إِلى حَلَبِ